# Tchabbal-Haleo
Tchabbal-Haleo est un village de la commune de Martap située dans la région de l'Adamaoua dans le département de la Vina au Cameroun.

## Population
En 1967, Tchabbal-Haleo comptait 235 habitants, principalement Foulbe.
Lors du recensement de 2005, 423 personnes y ont été dénombrées dont 194 de sexe masculin et 229 de sexe féminin.